# NGC 4151
NGC 4151 je spirální galaxie v souhvězdí Honicích psů. Objevil ji William Herschel 17. března 1787.
Je to Seyfertova galaxie, která má aktivní galaktické jádro.
Středem tohoto jádra je obří černá díra, která roste pohlcováním okolního plynu v galaxii. Proměnnost aktivity jejího jádra způsobuje, že hvězdná velikost galaxie kolísá v rozsahu 10,5 až 12,2.
Na širokospektrálních snímcích má tato galaxie zajímavou strukturu, díky které si mezi astronomy vysloužila přezdívku „Sauronovo oko“.

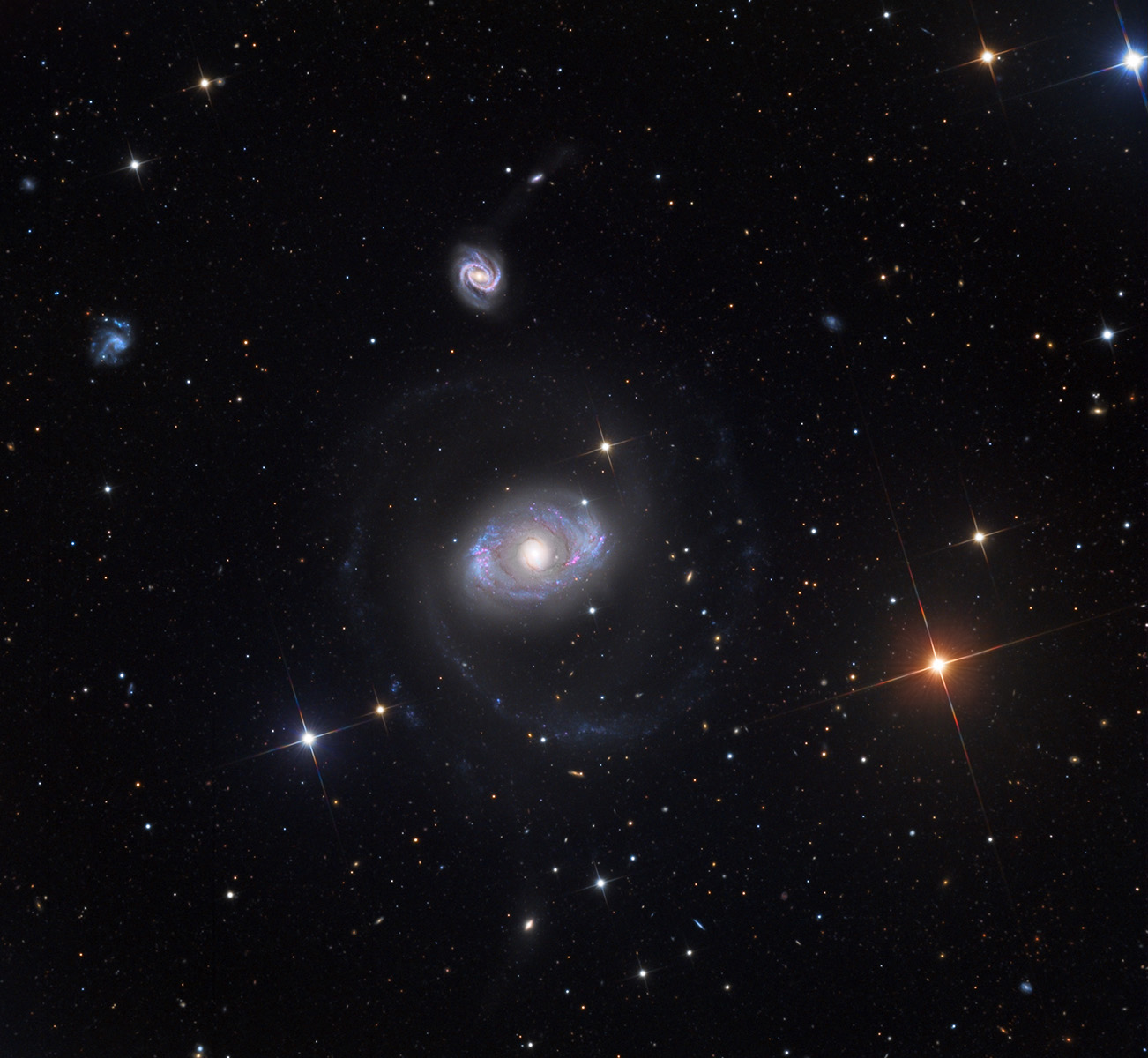
Amatérský hloubkový snímek galaxie NGC 4151 (autor: Adam Block)

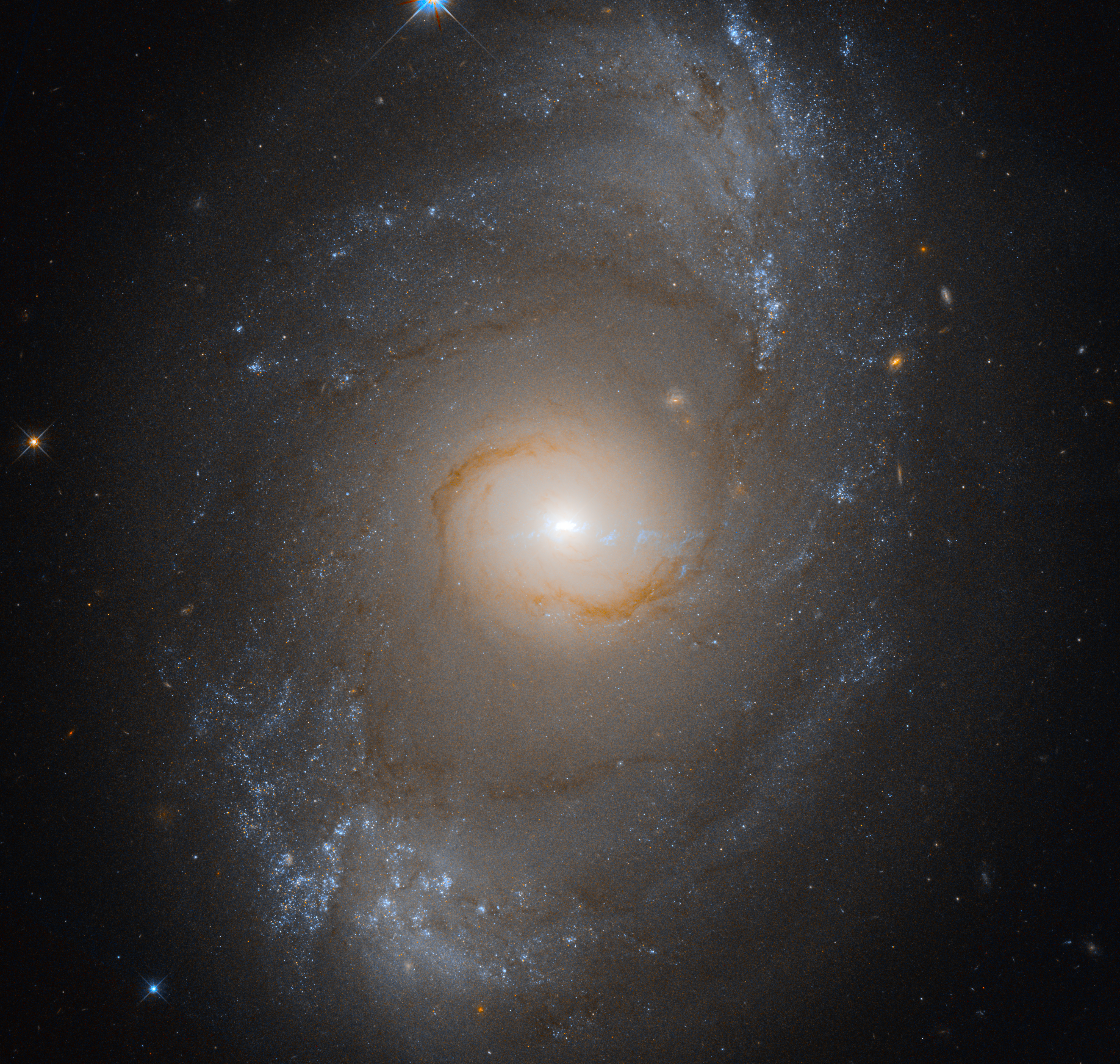
Snímek galaxie NGC 4151 z HST